# 妙海寺 (川崎市)
妙海寺（みょうかいじ）は、神奈川県川崎市中原区木月にある日蓮宗の寺院。山号は普賢山。旧本山は大明寺、奠師法縁(奠統会)。

## 歴史
この地にあった草庵薬師寺が起源。現存する磬に文治3年（1187年）銘があり、境内の板碑に貞和6年（1350年）銘があることから鎌倉時代以前の創建と考えられている。天文3年（1534年）木月村の鳥海讃岐の開基、仏性院日正の開山で日蓮宗に改宗、現在の寺号に改めた。昭和20年（1945年）川崎大空襲で諸堂を焼失した。現在の本堂は昭和37年（1962年）天沼工務店の施工で再建されたもの。

## 参考資料
- 日蓮宗寺院大鑑編集委員会『宗祖第七百遠忌記念出版 日蓮宗寺院大鑑』大本山池上本門寺 (1981年)
- 蘆田伊人 編『新編武蔵風土記稿』 第3巻、雄山閣、1981年3月5日。ISBN 4-639-00020-0。
  - 「木月村 妙海寺」『新編武蔵風土記稿』 巻ノ65橘樹郡ノ8、内務省地理局、1884年6月。NDLJP:763984/41。